# Jorge Miguel Marinho
Jorge Miguel Marinho (Rio de Janeiro, 1947 - São Paulo, 18 de junho de 2019), foi um escritor, roteirista, professor de literatura e ator.

## Biografia
Muito cedo, a família de Jorge Miguel Marinho se mudou do Rio de Janeiro para a cidade de São Paulo. De família humilde, teve contato tardiamente com a literatura, aos 15 anos. A partir disso, se tornou um leitor voraz e decidiu se tornar escritor.
Marinho se graduou em Letras pela Universidade de São Paulo (USP) em 1973 e na mesma universidade concluiu o Mestrado em Letras em 1983. A partir dessa formação, tornou-se professor de literatura brasileira e de língua portuguesa lecionando em escolas de ensino fundamental e médio e também em universidades. Um pouco antes, em 1981, lança o seu primeiro livro, uma coleção de poemas intitulado O Talho.
Publicou mais de 30 livros com variação de gênero e público, mas com foco no segmento infantojuvenil.

## Prêmios
| Ano  | Obra                                    | Categoria           | Premiação         |
| ---- | --------------------------------------- | ------------------- | ----------------- |
| 2006 | Lis no peito – um livro que pede perdão | Juvenil             | 48º Prêmio Jabuti |
| 1994 | Te dou a lua amanhã                     | Infantil ou juvenil | 36º Prêmio Jabuti |